# Сервен, Антуан-Никола
Антуан Николя Сервен (фр. Antoine-Nicolas Servin; 14 августа 1746, Дьеп — 30 мая 1811, Руан) — французский историк и юрист по уголовным делам.
Имел юридическое образование и занимался уголовными делами, но интересовался историей родной страны больше, чем правом. Работал адвокатом при парламенте Руана. По воспоминаниям современников был талантливым юристом, на судах всегда вёл себя беспристрастно по отношению к сторонам процесса, но в целом относился к юриспруденции (даже несмотря на то, что писал научные труды по ней) без какого-либо интереса.
Историк занимался историей Руана и нормандской литературой. Главные работы: «Histoire de la ville de Rouen» (Руан, 1775; работа посвящена нормандской литературе), юридические сочинения «De la législation criminelle» (Бале, 1782; работа над книгой была закончена в 1778 году, однако Сервен долго не мог получить разрешение на её издание), «Manuel de jurisprudence générale» (Париж, 1784).